# Seattle Asian Art Museum
Il Seattle Asian Art Museum (comunemente abbreviato in SAAM) è un museo di Seattle dedicato alle arti orientali. Il museo è situato a Volunteer Park. 
Parte del SAAM occupa l'edificio di arte moderna del 1933 che era in origine utilizzato dal Seattle Art Museum. Nel 1991 la collezione venne spostata nel nuovo edificio a Downtown Seattle, in quel momento venne creato il Seattle Asian Art Museum. L'entrata è gratuita ogni primo giovedì e primo sabato del mese.

L'edificio che ospita il museo è uno dei monumenti cittadini.